# Multa

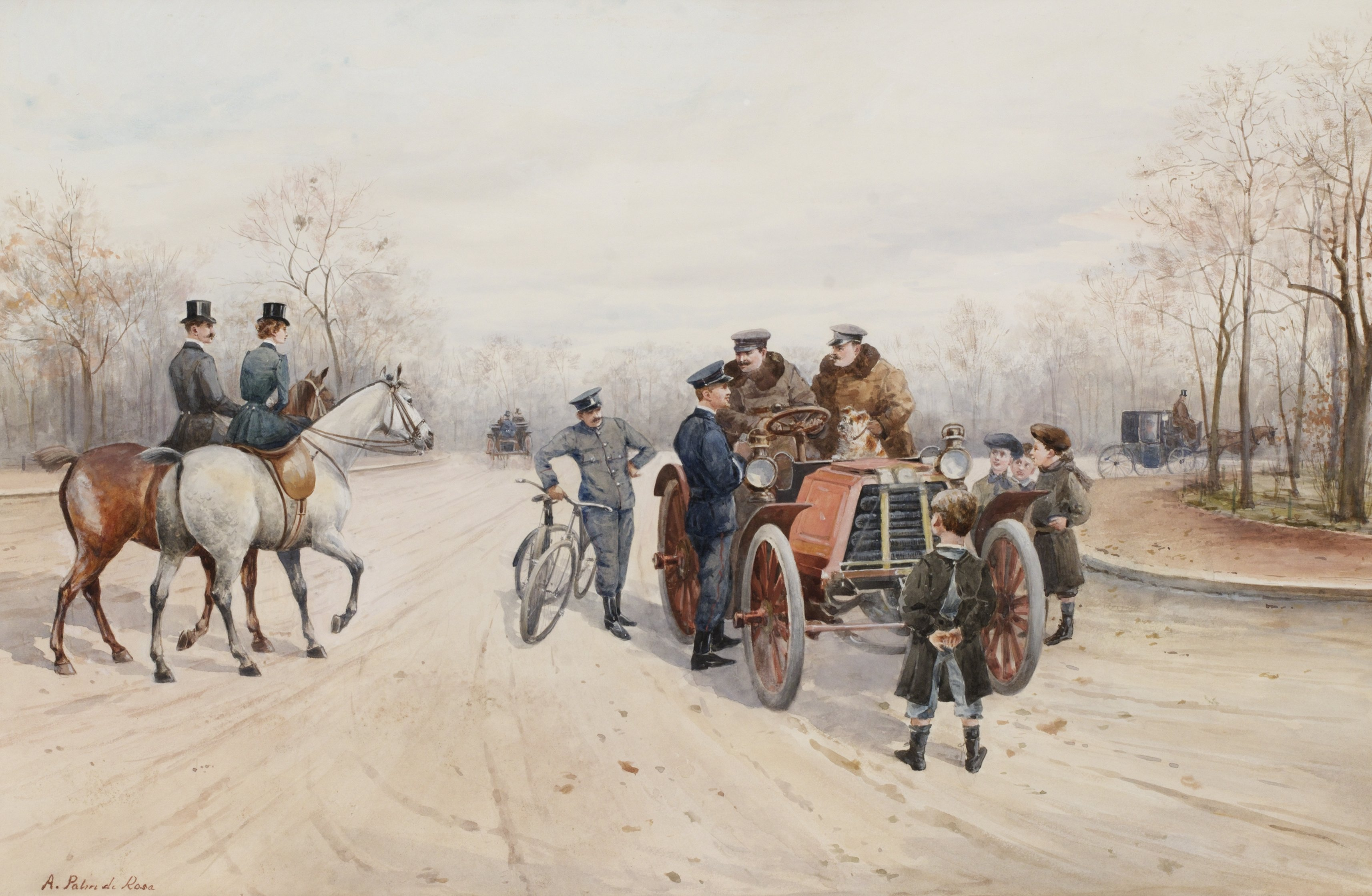
Amende pour excès de vitesse, Bois de Boulogne (Paris)

Uma multa ou coima é uma quantia em dinheiro que um tribunal ou outra autoridade decide que deve ser paga como punição por um crime ou outra infração. O valor da multa pode ser determinado caso a caso, mas, em muitas vezes, é anunciado com antecedência.